# Район Сьова
Райо́н Шьо́ва (яп. 昭和区, しょうわく, МФА: [ɕoːwa ku̥]) — район міста Наґоя префектури Айті в Японії.  Площа становить 10,94 км². Станом на 1 серпня 2011 року населення складало 105 414  осіб, густота населення — 9640 осіб/км².

## Освіта
- Наґойський університет (додатковий кампус)
- Наґойський технічний університет